# Louis Victor Meriadec de Rohan
Louis Victor Meriadec de Rohan-Guémené (20. července 1766 Versailles – 10. prosince 1846 Sychrov) byl francouzský šlechtic z rodu Rohanů a voják.

## Život
Narodil se jako druhorozený syn Henriho Louise de Rohan. Byl připravován na duchovní dráhu, ovšem kvůli svému přání mu děd maršál Soubise dopomohl roku 1779 k námořnictvu, studoval v Toulon, poté sloužil v Africe a Indii, v době vypuknutí Velké francouzské revoluce byl kapitánem 1. třídy. Po emigraci sloužil armádě Velké Británie jako plukovník u pluku stavěného jeho starším bratrem Charlesem Alainem, po přestoupení do rakouských služeb bojoval v severní Itálii, zde se již jako generálmajor vyznamenal v roce 1805 obsazením Castelfranco Veneto, za což získal rytířský kříž řádu Marie Terezie, v roce 1809 byl povýšen na polního podmaršálka a o rok později opustil aktivní službu.
Spolu s otcem a bratry získal v roce 1808 inkolát pro Rakousko, Victor také získal indigenát pro Uhersko (měl statek Rittberg v Banátu, dnešní Tormac v Rumunsku). V letech 1836–1846 byl hlavou rodu a v této době se věnoval zejména Rohanskému paláci v Praze. Rodové tituly a představenství rodu po něm zdědil synovec Kamil Rohan.

## Rodina
V roce 1809 si v Praze vzal svoji neteř (dceru staršího bratra Charlese Alaina) Berthe (1782–1841). Do manželství se narodilo pouze jedno, mrtvé dítě v roce 1818, což Berthe nesla těžce.